# Stanka Zlateva
Stanka Zlateva Jristova –en búlgaro, Станка Златева Христова– (Krushare, 1 de marzo de 1983) es una deportista búlgara que compite en lucha libre.
Participó en tres Juegos Olímpicos de Verano, obteniendo dos medallas de plata, Pekín 2008 y Londres 2012, ambas en la categoría de 72 kg, y el 12.º lugar en Atenas 2004. Ha ganado 6 medallas en el Campeonato Mundial de Lucha entre los años 2006 y 2011, y 7 medallas en el Campeonato Europeo de Lucha entre los años 2006 y 2014.

## Palmarés internacional
| Juegos Olímpicos   | Juegos Olímpicos      | Juegos Olímpicos  | Juegos Olímpicos |
| Año                | Lugar                 | Medalla           | Categoría        |
| ------------------ | --------------------- | ----------------- | ---------------- |
| 2008               | Pekín (China)         | Medalla de plata  | 72 kg            |
| 2012               | Londres (Reino Unido) | Medalla de plata  | 72 kg            |
| Campeonato Mundial |                       |                   |                  |
| Año                | Lugar                 | Medalla           | Categoría        |
| 2006               | Cantón (China)        | Medalla de oro    | 72 kg            |
| 2007               | Bakú (Azerbaiyán)     | Medalla de oro    | 72 kg            |
| 2008               | Tokio (Japón)         | Medalla de oro    | 72 kg            |
| 2009               | Herning (Dinamarca)   | Medalla de bronce | 72 kg            |
| 2010               | Moscú (Rusia)         | Medalla de oro    | 72 kg            |
| 2011               | Estambul (Turquía)    | Medalla de oro    | 72 kg            |
| Campeonato Europeo |                       |                   |                  |
| Año                | Lugar                 | Medalla           | Categoría        |
| 2005               | Varna (Bulgaria)      | Medalla de bronce | 72 kg            |
| 2006               | Moscú (Rusia)         | Medalla de oro    | 72 kg            |
| 2007               | Sofía (Bulgaria)      | Medalla de oro    | 72 kg            |
| 2008               | Tampere (Finlandia)   | Medalla de oro    | 72 kg            |
| 2009               | Vilna (Lituania)      | Medalla de oro    | 72 kg            |
| 2010               | Bakú (Azerbaiyán)     | Medalla de oro    | 72 kg            |
| 2011               | Dortmund (Alemania)   | Medalla de bronce | 72 kg            |
| 2014               | Vantaa (Finlandia)    | Medalla de oro    | 75 kg            |